# Plaque motrice
Pour les articles homonymes, voir Plaque et Motrice.
 (février 2009).
Si vous disposez d'ouvrages ou d'articles de référence ou si vous connaissez des sites web de qualité traitant du thème abordé ici, merci de compléter l'article en donnant les références utiles à sa vérifiabilité et en les liant à la section « Notes et références ».
La plaque motrice est une zone spécialisée de la membrane des cellules musculaires squelettiques comprenant des récepteurs cholinergiques. 
Elle fait partie de la jonction neuromusculaire et permet la réception de l’acétylcholine, neurotransmetteur libéré par le motoneurone dans la fente synaptique.

## Rappels d'histologie
À l'entrée d'un muscle, le motoneurone se ramifie et forme une terminaison axonale accolée à la fibre musculaire qu'il innerve. La terminaison axonale et la plaque motrice constituent  ensemble la jonction neuromusculaire. Au niveau de cette synapse il y a transmission chimique du potentiel d'action provenant des centres nerveux médullaires. Le motoneurone et toutes les fibres musculaires qu'il innerve forment l'unité motrice. 

## Physiologie

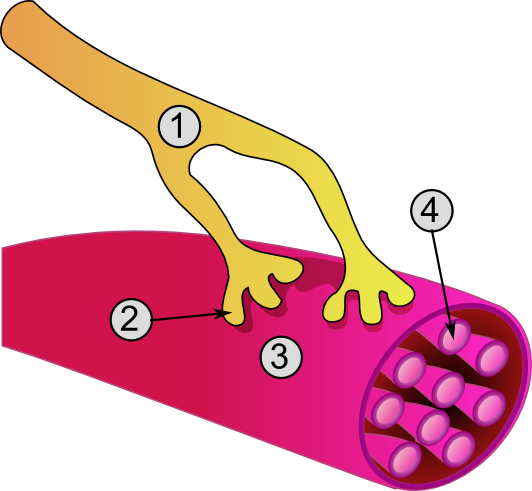
Vue globale d'une jonction neuromusculaire :
1. Axone
2. Jonction neuromusculaire
3. Fibre musculaire
4. Myofibrille

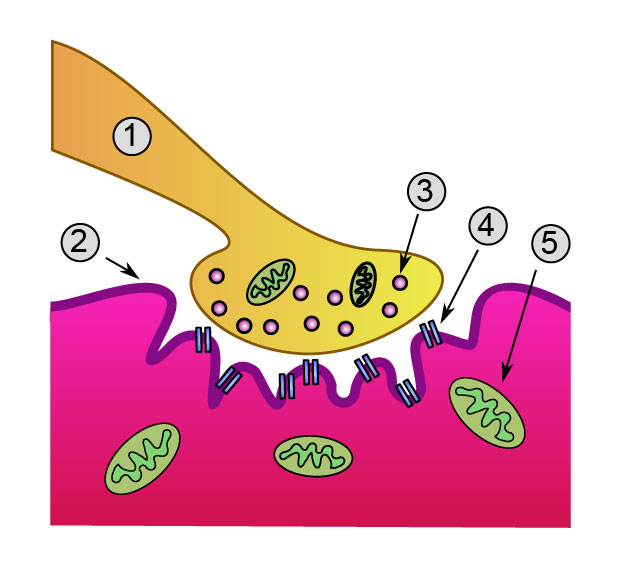
Vue détaillée d'une jonction neuromusculaire :
1. Synapse terminale
2. Sarcolemme
3. Vésicule synaptique
4. Récepteur nicotinique
5. Mitochondrie

La plaque motrice contient des canaux ioniques acétylcholine-dépendants qui s'ouvrent lors de la libération de ce dernier. Cette dépolarisation gagne alors le sarcolemme et déclenche un potentiel d'action. Il est possible de bloquer la transmission par le curare. Cette utilisation est réversible: une fois l'effet du curare dissipé, la contraction du muscle est à nouveau possible.
Les étapes successives de la contraction musculaire au niveau de la synapse neuromusculaire sont :
1. Arrivée d'un potentiel d'action dans la terminaison axonale ;
2. Entrée massive d’ion calcium dans l’élément présynaptique ;
3. Déplacement des vésicules contenant l’acétylcholine vers la fente synaptique ;
4. Fusion des vésicules avec la membrane présynaptique ;
5. Libération de l'acétylcholine (Ach) par exocytose dans la fente synaptique ;
6. Fixation de l'Ach sur les récepteurs nicotiniques, entraînant l’ouverture des canaux sodiques ;
7. Entrée des ions Na+ dans l’élément post-synaptique (plaque motrice) entraînant la dépolarisation de la membrane ;
8. L'Ach est ensuite dégradée en choline par l’acétylcholinestérase ;
9. La choline est recyclée dans l’élément présynaptique pour la synthèse d'Ach.

## Organe électrique
Certains animaux, comme la torpille ou l'anguille électrique, peuvent émettre des décharges électriques avec un organe appelé électroplaque. Cet organe est composé de cellules musculaires non différenciées et non contractiles empilées à la manière de batteries montées en série : les potentiels s'additionnent et peuvent créer une différence de potentiel globale de l'ordre de 500 volts.